# Liste des cardinaux créés par Pie VII
Liste des 99 cardinaux créés par Pie VII :

## Créés le 11 août1800
- Diego Innico Caracciolo
- Ercole Consalvi

## Créé le 20 octobre1800
- Luis Maria de Bourbon y Vallabriga

## Créés le 23 février1801
- Giuseppe Firrao
- Ferdinando Maria Saluzzo
- Luigi Ruffo Scilla
- Bartolomeo Pacca
- Cesare Brancadoro
- Giovanni Filippo Gallarati Scotti
- Filippo Casoni
- Girolamo Della Porta
- Giulio Gabrielli
- Francesco Mantica
- Valentino Mastrozzi
- Giuseppe Albani
- Marino Carafa di Belvedere
- Antonio Felice Zondadari, in pectore
- Lorenzo Litta, in pectore
- Michelangelo Luchi, in pectore
- Carlo Crivelli, in pectore
- Giuseppe Spina, in pectore
- Michele Di Pietro, in pectore
- Carlo Francesco Maria Caselli, in pectore
- Alphonse Hubert de Latier de Bayane, in pectore
- Francesco Maria Locatelli, in pectore
- Giovanni Castiglione, in pectore
- Charles Erskine de Kellie, in pectore

## Créé le 9 août1802
- Mgr Domenico Pignatelli de Belmonte

## Créés le 17 janvier1803
- Jean de Dieu-Raymond de Boisgelin de Cucé
- Antonin Theodor Hrabe Colloredo-Waldsee
- Pietro Antonio Zorzi
- Diego Gregorio Cadello
- Jean Baptiste de Belloy-Morangle
- Étienne Hubert de Cambacérès
- Joseph Fesch

## Créés le 16 mai1803
- Miguel Carlos José de Noronha e Abranches
- Luigi Gazzoli, in pectore

## Créés le 11 juillet1803
- Antonio Despuig y Dameto
- Pierfrancesco Galleffi

## Créé le 28 mars1804
- Carlo Oppizzoni

## Créé le 24 août1807
- Mgr Francesco Guidobono Cavalchini

## Créés le 8 mars1816
- Annibale della Genga, futur pape Léon XII
- Pietro Gravina
- Domenico Spinucci
- Lorenzo Caleppi
- Antonio Gabriele Severoli
- Giuseppe Morozzo della Rocca
- Tommasso Arrezo
- Francesco Saverio Castiglioni, futur pape Pie VIII
- Carlo Andrea Pelagallo
- Benedetto Naro
- Francisco Antonio Javier de Gardoqui Arruiquibar
- Dionisio Bardaxi y Azara
- Antonio Lamberto Rusconi
- Emmanuele de Gregorio
- Giovanni Battista Zauli
- Nicola Riganti
- Alessandro Malvassia
- Francesco Fontana
- Giovanni Caccia-Piatti
- Alessandro Lante Montefeltro della Rovere
- Pietro Vidoni
- Camillo de Simone
- Giovanni Battista Quarantotti
- Giorgio Doria Pamphilj Landi
- Luigi Ercolani
- Stanislao Sanseverino
- Pedro Benito Antonio Quevedo y Quintano
- Francesco Cesare Leoni
- Antonio Lante Montefeltro della Rovere
- Lorenzo Prospero Bottini
- Fabrizio Sceberras Testaferrata

## Créés le 23 septembre1816
- Francisco Antonio Cebrian y Valda
- Maria-Thaddeus von Trauttsmandorff Weinsberg
- Franziskus Xavier von Salm-Reifferscheldt
- Paolo Giuseppe Solaro

## Créés le 28 juillet1817
- Alexandre Angélique de Talleyrand-Périgord
- César-Guillaume de La Luzerne
- Louis-François de Bausset-Roquefort

## Créé le1eroctobre1817
- Agostino Rivarola

## Créé le 6 avril1818
- Johann Casimir von Haffelin

## Créé le 4 juin1819
- Rudolf Johannes Joseph Rainier von Habsbourg-Lotharingen

## Créés le 27 septembre1819
- Carlos da Cunha e Menezes
- Cesare Guerrieri Gonzaga

## Créé le 2 décembre1822
- Anne-Antoine-Jules de Clermont-Tonnerre

## Créés le 10 mars1823
- Francesco Bertazzoli
- Giovanni Francesco Falzacappa
- Antonio Pallotta
- Francesco Serlupi-Crescenzi
- Carlo Maria Pedicini
- Luigi Pandolfi
- Fabrizio Turriozzi
- Ercole Dandini
- Carlo Odescalchi
- Antonio Frosini
- Tommaso Riario Sforza
- Viviano Orfini
- Giacinto Placido Zurla OSB Cam.

## Créé le 16 mai1823
- Anne Louis Henri de La Fare

### Source
- Charles Berton et Jacques-Paul Migne, Dictionnaire des cardinaux : contenant des notions générales sur le cardinalat, Paris, Jacques-Paul Migne, 1857, 1824 p. (lire en ligne) La Liste des Cardinaux créés par Pie VII est page 1800.